# Mischocyttarus granadaensis
Mischocyttarus granadaensis är en getingart som beskrevs av Zikan 1949. Mischocyttarus granadaensis ingår i släktet Mischocyttarus och familjen getingar. Inga underarter finns listade i Catalogue of Life.